# Robert Teesdale

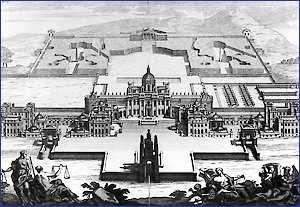
Castle Howard in Yorkshire. Hier arbeitete Teesdale als leitender Gärtner

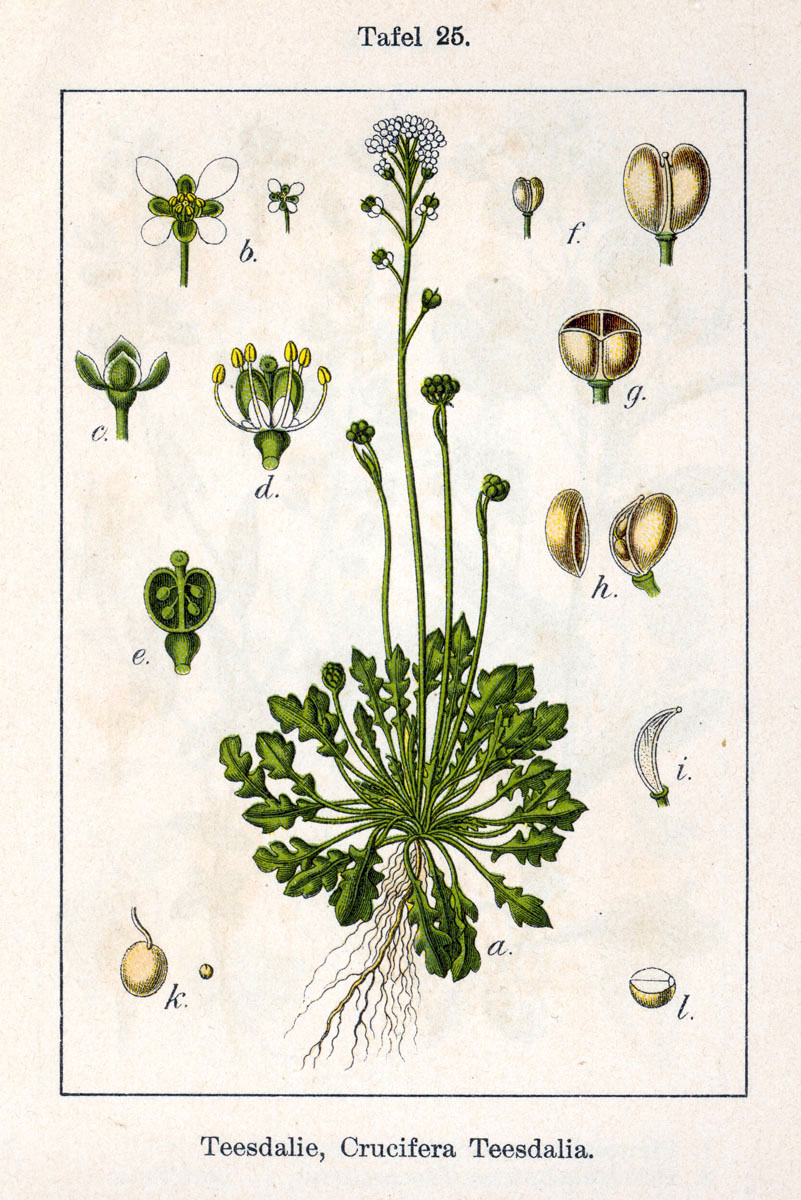
Die Gattung Teesdalia (Bauernsenf) wurde nach Robert Teesdale benannt, Abbildung aus Sturm 1796

Robert Teesdale (* 1740; † 25. Dezember 1804) war ein englischer Gärtner und Botaniker. Sein offizielles botanisches Autorenkürzel lautet „Teesd.“.

## Leben
Robert Teesdale war der leitende Gärtner von Frederick Howard, 5th Earl of Carlisle, auf dessen Barockschloss Castle Howard in Yorkshire. Teesdale war einer der Pioniere der Botanik in Yorkshire und Gründungsmitglied der Linnean Society of London. Im Jahr 1792 gab er ein Verzeichnis von 197 seltenen Pflanzen des Bezirks heraus, in dem er lebte: Plantae Eboracenses, or, A Catalogue of the More Rare Plants which grow wild in the Neighbourhood of Castle Howard District. (Transactions of the Linnean Society, Bd. 2, 1792). Ein Nachtrag zu dieser Arbeit erschien in Bd. 5 derselben Zeitschrift.

## Ehrentaxon
Wegen Teesdales Verdiensten um die Erforschung der Flora von Yorkshire taufte der britische Botaniker Robert Brown die Pflanzengattung Bauernsenf aus der Familie der Kreuzblütengewächse auf den wissenschaftlichen Namen Teesdalia.